# Евдокија Комнин (ћерка Андроника Комнина)
Евдокија Комнин (грч. Ευδοκια Κομνηνη) је била византијска принцеза из средине XII века – братаница цара Манојла I Комнина и љубавница цара Андроника I Комнина.
Рођена је око 1129. године, у породици севастократора Андроника Комнина и његове жене Ирине. Евдокијин отац је био други син цара Јована II Комнина и старији брат цара Манојла I Комнина, а сматра се да је њена мајка била норманског порекла.
Око 1145. године, Евдокија је била удата за човека непознатог имена и порекла, али до 1150. године, већ је била удовица. Око 1152. године, започела је отворену везу са Андроником Комнином, који је био блиски рођак њеног оца и који је такође већ био ожењен и имао сина. Њихова веза је саблазнила двор, али је Андроник на прекоре одговарао шалама и отворено наговештавао о интимној вези између цара и његове сестричине - Теодоре, коју је сматрао много срамнијом. Његове речи су изнервирале цара, који је на крају одлучио да прекине њихову везу тако што је послао свог рођака у поход против јерменског кнеза Тороса од Киликије. Незадовољан, Андроник није добро извршио своју мисију, морао је бити враћен у престоницу, а после краћег прекора послат је да управља округом на граници са Угарском. Тамо је ухваћен у завери са Мађарима, али уместо да га казни, цар Манојло I га је ставио под присмотру у логор у Пелагонији, где се тада налазио двор. Ту је Андроник поново започео везу са Евдокијом. Тада су њен брат - протосеваст Јован Комнин, и њен зет Јован Кантакузин на све начине покушавали да дискредитују Андроника пред царем Манојлом I и чак су покушали да га убију. Једном су сазнали да је Андроник поново у Евдокијином шатору и послали су своје људе да га ухвате на изласку. Међутим, Евдокија је приметила да је њен шатор опкољен и упозорила је Андроника на опасност. Покушала је да их обмане, Андроник би се обукао у женску одећу и побегао би претварајући се да је једна од њених слушкиња. Андроник је одбио да се на овај начин изложи, извукао је мач и пресекао платно шатора, побегавши сасвим изненада и на запрепашћење стражара. На крају су интриге њених рођака и понашање самог Андроника појачале сумње цара, који је наредио да се Андроник окује и пошаље у Цариград.
Око 1162/63. године Евдокија се поново удала за Михаила Гавру, са којим је имала једног сина Манојла Комнина Гавру.